# سفارة الولايات المتحدة في إسبانيا
سفارة الولايات المتحدة في إسبانيا هي أرفع تمثيل دبلوماسي لدولة الولايات المتحدة لدى إسبانيا. تقع السفارة في مدريد وهي تهدف لتعزيز المصالح الأمريكية في إسبانيا.

## وصلات خارجية
- الموقع الرسمي
- قائمة سفارات الولايات المتحدة
- قائمة السفارات في إسبانيا